# Petr Vladovič
Petr Vladovič (* 21. května 1986 Uherské Hradiště) je podnikatel v oblasti bezpečnostního managementu. V letech 2006 – 2010 působil jako český regionální politik, starosta obce Slavkov a nejmladší starosta v ČR.

## Život
Narodil se 21. května 1986 v Uherském Hradišti. Od narození žije ve Slavkově nedaleko Uherského Brodu. V roce 2005 dokončil studium na Obchodní akademii Uherské Hradiště maturitní zkouškou. Poté se věnoval poradenství v oblasti informačních technologií a ekonomickému poradenství jako OSVČ. V letech 2006 – 2009 pracoval i jako politický tajemník poslance Ing. Jaroslava Plachého (ODS).

## Politická kariéra
V roce 2004 se stal členem Občanské demokratické strany. Od roku 2005 byl členem Oblastní rady ODS Uherské Hradiště a v letech 2008-2009 předsedou Místní organizace ODS ve Slavkově.
V říjnu 2006 byl zvolen do zastupitelstva obce Slavkov a na ustavujícím zasedání v listopadu 2006 byl zastupitelstvem zvolen starostou obce Slavkov.
V roce 2009 z ODS vystoupil pro nesouhlas s tehdejší politikou vedení strany..
Stal se spoluzakladatelem Strany Práv Občanů ZEMANOVCI ve Zlínském kraji, za kterou v roce 2010 kandidoval ve volbách do Poslanecké sněmovny PČR jako lídr kandidátky ve Zlínském kraji.
V červnu 2010 oznámil odchod z politiky s tím, že zůstane řadovým členem zastupitelstva obce Slavkov, do kterého byl znovu zvolen v říjnu téhož roku.. Na mandát člena zastupitelstva však v červenci 2011 rezignoval.
V komunálních volbách 2014 byl opět zvolen do zastupitelstva obce a je zastupitel.

## Profesní kariéra
Od roku 2005 se specializuje na oblasti ekonomického poradenství, podnikových informačních systémů a řešení pro veřejnou správu. V roce 2012 pak přechází do oblasti bezpečnosti – managementu firemních rizik (management firemních rizik, ochrana informačních technologií a systémů, podnikové informační systémy, Business Intelligence, Risk Management).